# Leica M1
La Leica M1 és una càmera de 35 mm comercialitzada per Leica del 1959 al 1964. La M1 té un visor amb el paral·laxi corregit, amb "frames" per 35 i 50mm permanentment exposats. En total es van fabricar 9650 exemplars.

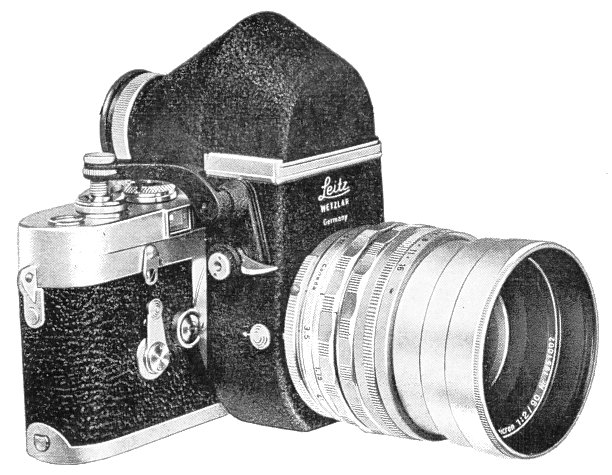
Leica Visoflex en una Leica amb muntura M

La M1, la qual va seguir el model M3 i més tard el M2, era el cos de càmera més barat i senzill de Leica, un model simplificat de la M2 sense telèmetre. Va ser pensada per ser utilitzada per a treballs tècnics juntament amb el Visoflex, un mirall reflex acoblat que transforma una Leica M en una càmera reflex d'una sola lent.
Es van fer diversos models similars simultàniament amb posteriors Leica de la sèrie M:
- Leica MD, un simplificat M2
- Leica MDa, un simplificat M4
- Leica MD-2, un simplificat M4-2

## Característiques
Les seves característiques més destacades són:
- Utilitza pel·lícula de 135 amb fotografies de 24x36m (35mm)
- Temps d'exposició d'1 a 1/1000s i Bulb
- Velocitat de sincronització de flash electrònic o convencional a 1/50s, amb contacte de sincronització de cable "X" i "M"
- Sabata per muntar flaix i/o visors intercanviables
- No consta de temporitzador automàtic
- Rebobinat de pel·lícula mitjançant un capçal cilíndric[5]
- Comptador de fotogrames automàtic amb configuració manual del primer fotograma[5]
- El cos de la càmera és metàl·lic, amb una coberta inferior extraïble i un panell d'obertura a la part posterior

## Variants

### M1 Bundeseigentum
"Bundeseigentum" en alemany significa "propietat governamental", però generalment, aquest terme s'utilitza a les càmeres i òptiques de Leica per fer referència a les que es van subministrar a l'exèrcit alemany.
Els productes de Bundeseigentum Leica/Leitz poden tenir acabats normals amb un gravat especial, però hi va haver casos en què aquests cossos/lents es van subministrar en colors molt distintius, com ara el color verd militar/oliva, i fabricats amb vulcanita així com en conjunts d'objectius per a l'exèrcit.
Aquestes, solen tenir "frames" de 50 i 135 mm, aquestes últimes per adaptar-se al teleobjectiu Leica Hektor-M 135/4.5, el qual també té una edició per l'exèrcit amb el barril revestit de cuir verd oliva per combinar amb la càmera.